# Ophiothrix brachyactis
Ophiothrix brachyactis är en ormstjärneart som beskrevs av Hubert Lyman Clark 1915. Ophiothrix brachyactis ingår i släktet Ophiothrix och familjen Ophiothrichidae. Inga underarter finns listade i Catalogue of Life.